# إليك جنكينز
إليك جنكينز (بالإنجليزية: Alec Jenkins)‏ هو لاعب اتحاد الرغبي بريطاني، ولد في 7 يوليو 1987 في ويلز في المملكة المتحدة.